# Le Saint
Le Saint (bretonisch: Ar Sent) ist eine französische Gemeinde mit 611 Einwohnern (Stand 1. Januar 2022) im Département Morbihan in der Region Bretagne. Sie gehört zum Gemeindeverband Roi Morvan Communauté.

## Geographie
Le Saint liegt ganz im Nordwesten des Départements Morbihan und gehört zum Pays du Roi Morvan.
Nachbargemeinden sind Gourin im Westen und Norden, Langonnet und Le Faouët im Osten sowie Guiscriff im Südwesten. 
Durch die Gemeinde führt die D769 von Saint-Pol-de-Léon nach Lorient. Die wichtigste überregionale Straßenverbindung ist die N164 weit im Norden. 
Die bedeutendsten Gewässer sind der Fluss Inam im Westen sowie sein Zufluss Moulin du Duc im Osten des Gemeindegebietes. Beide bilden teilweise die Gemeindegrenze.

## Geschichte
Die Gemeinde gehörte zur bretonischen Region Kernev (frz. Cornouaille) und innerhalb dieser Region zum Gebiet Bro Chtou (frz. Chtou) und teilte dessen Geschichte. 
Seit 1793 gehört Le Saint zum Kanton Gourin.

## Bevölkerungsentwicklung
| Jahr      | 1962 | 1968 | 1975 | 1982 | 1990 | 1999 | 2006 | 2019 |
| Einwohner | 1354 | 1208 | 1013 | 881  | 761  | 696  | 663  | 579  |

## Sehenswürdigkeiten
- Kirche Saint-Samuel aus dem 16. Jahrhundert; im 19. Jahrhundert restauriert
- Kapelle Saint-Gilles in Pont-Briant aus dem 18. Jahrhundert
- Kapelle Saint-Trémeur in Penner aus dem 17. Jahrhundert; im 19. Jahrhundert restauriert
- Kapelle Saint-Méen in Guermazias aus dem Jahr 1615; restauriert in den Jahren 1975–1980
- Kalvarienberg an der Kirche aus dem 18. Jahrhundert
- Kreuz von Boutihiry aus dem 16. Jahrhundert
- Brunnen Saint-Méen aus dem 16. Jahrhundert
- mehrere alte Mühlen
- Grotte Notre-Dame de Lourdes

Quelle:

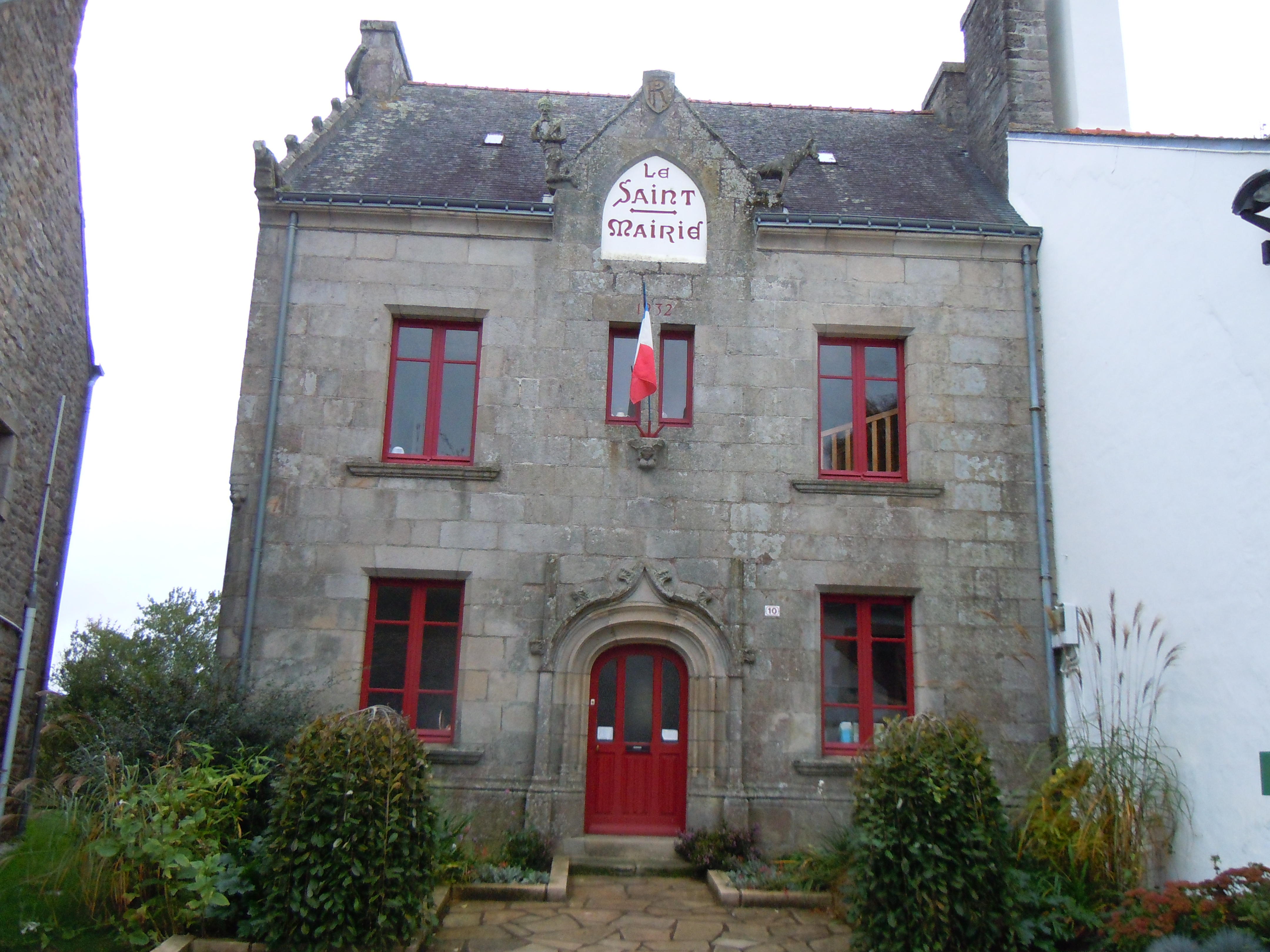
Rathaus Le Saint
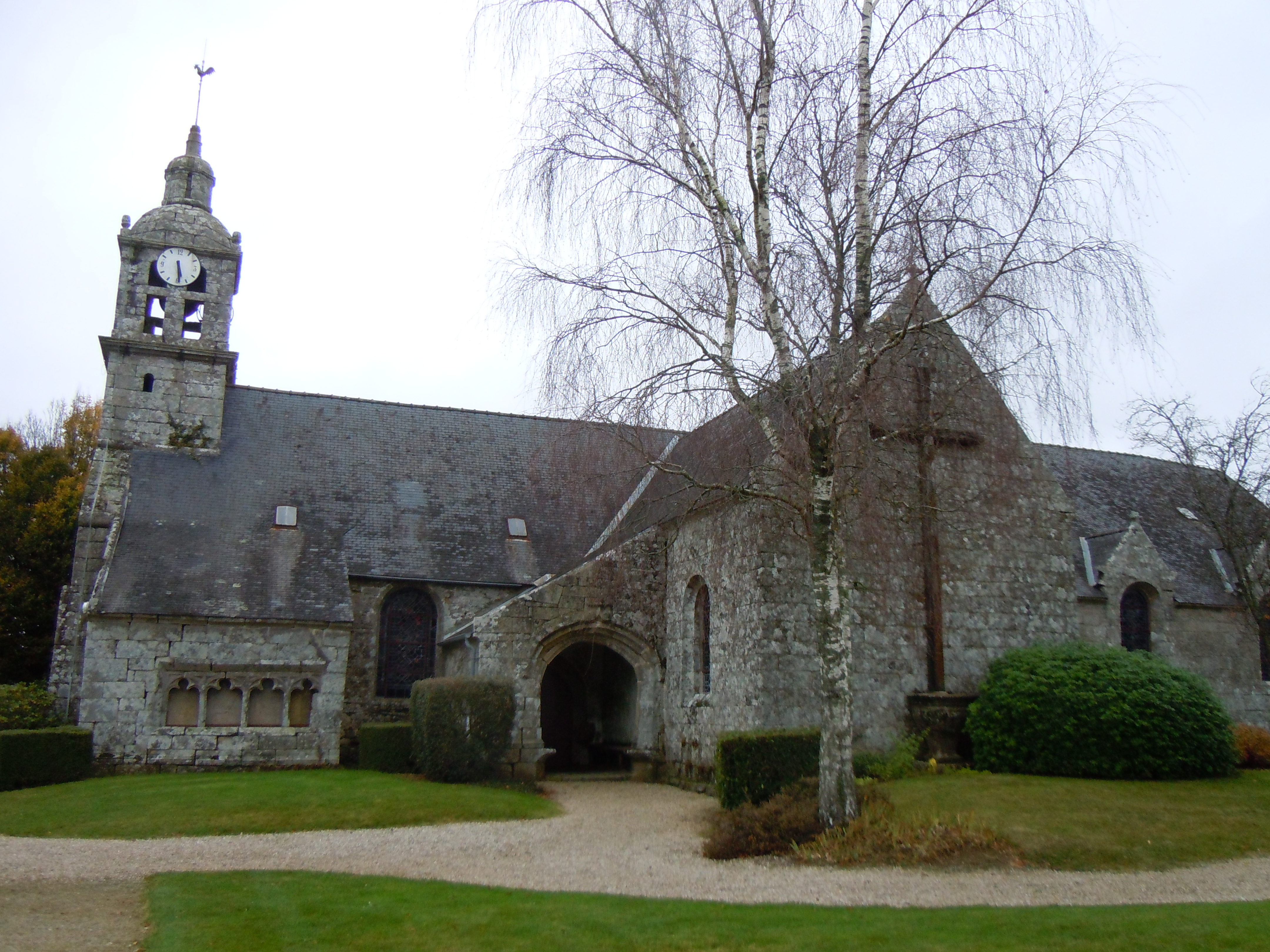
Kirche Saint-Samuel
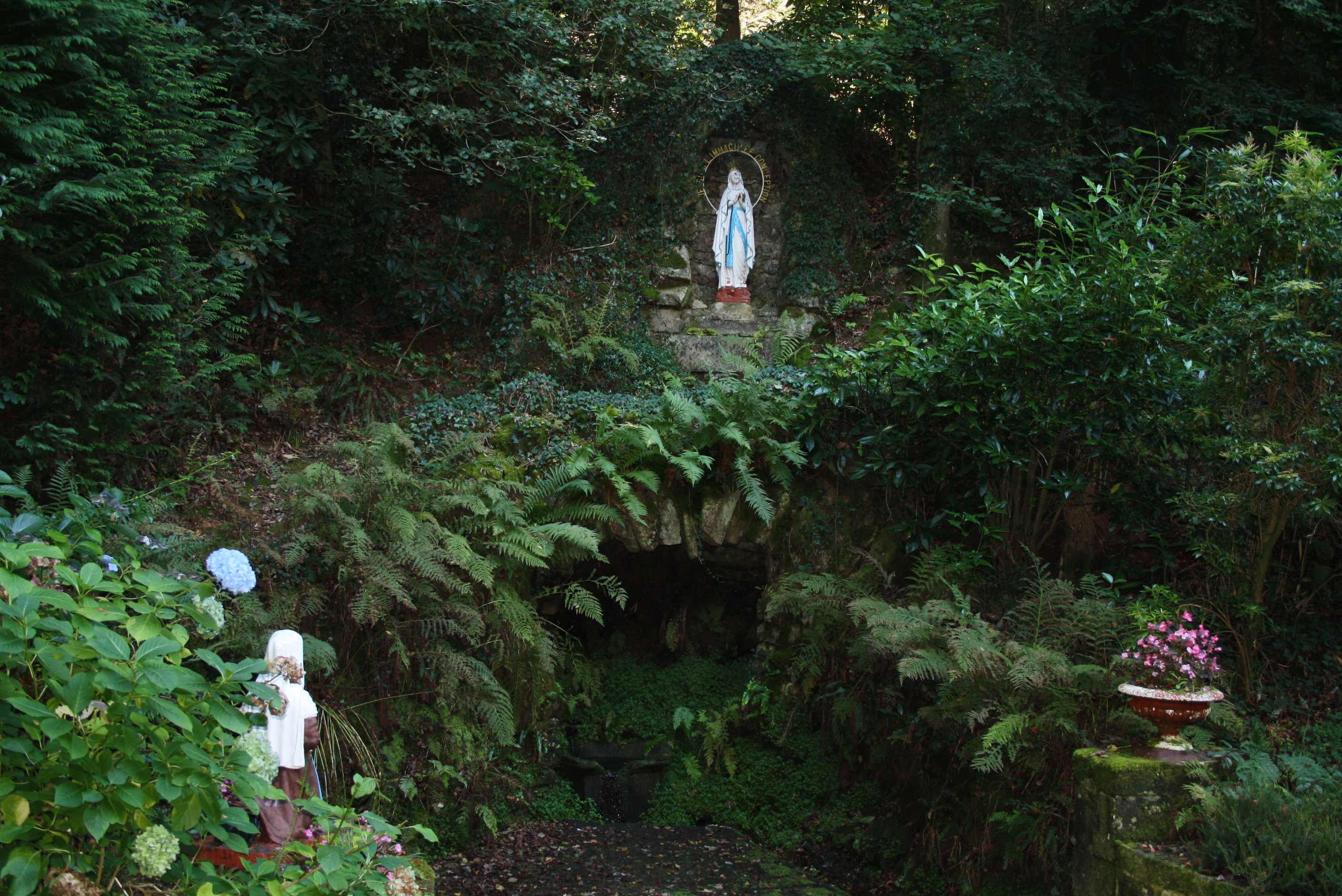
Grotte Notre-Dame de Lourdes
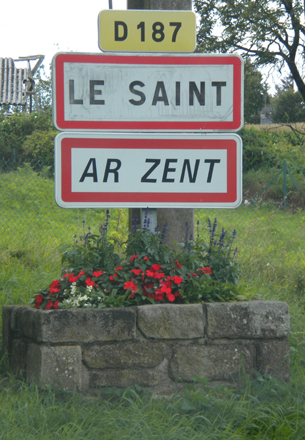
Zweisprachiges Ortsschild von Le Saint